# J-Tull Dot Com
J-Tull Dot Com är det 20:e studioalbumet med det brittiska bandet Jethro Tull. Det släpptes av skivbolaget Varèse Sarabande, fyra år efter deras senaste studioalbum, Roots to Branches från 1995, och fortsätter i samma ånd och blandar hårdrock med östlig musikinflytande. Det är det första albumet med både Andrew Giddings på keyboard och Jonathan Noyce på basgitarr.

## Låtlista
1. "Spiral" – 3:50
2. "Dot Com" – 4:25
3. "AWOL" – 5:19
4. "Nothing @ All" (instrumental) (Andrew Giddings) – 0:56
5. "Wicked Windows" – 4:40
6. "Hunt by Numbers" – 4:00
7. "Hot Mango Flush" (Martin Barre/Ian Anderson) – 3:49
8. "El Niño" – 4:40
9. "Black Mamba" – 5:00
10. "Mango Surprise" – 1:14
11. "Bends Like a Willow" – 4:53
12. "Far Alaska" – 4:06
13. "The Dog-Ear Years" – 3:34
14. "A Gift of Roses" – 3:54

- Alla låtar skrivna av Ian Anderson där inget annat anges.

## Medverkande
Jethro Tull
- Ian Anderson – sång, flöjt, akustisk gitarr, bouzouki
- Martin Barre – akustisk gitarr, elektrisk gitarr
- Jonathan Noyce – basgitarr
- Andrew Giddings – piano, keyboard, hammondorgel, dragspel
- Doane Perry – trummor, percussion

Bidragande musiker
- Najma Akhtar – bakgrundssång (på "Dot Com")

Produktion
- Ian Anderson – musikproducent, ljudtekniker
- Tim Matyear – ljudtekniker
- Andrew Giddings – assisterande ljudtekniker
- Declan Burns – mastering
- Martyn Goddard – foto